# Severovo
Severovo (cyr. Северово) – wieś w Serbii, w okręgu zlatiborskim, w gminie Arilje. W 2011 roku liczyła 226 mieszkańców.